# Carlos Squeo
Carlos Vicente Squeo, né le 4 juin 1948 à Dock Sud en Argentine et mort le 8 septembre 2019, est un joueur de football international argentin, qui évoluait au poste de défenseur, avant de devenir ensuite entraîneur.

## Biographie

### Carrière de joueur

#### Carrière en club
Avec Boca Juniors, Carlos Squeo remporte la Copa Libertadores en 1978, en battant l'Asociación Deportivo Cali en finale.

#### Carrière en sélection
Avec l'équipe d'Argentine, Carlos Squeo joue six matchs, sans inscrire de but, lors de l'année 1974.
Il figure dans le groupe des sélectionnés lors de la Coupe du monde de 1974 organisée en Allemagne. Lors du mondial, il joue deux matchs : contre les Pays-Bas, et le Brésil.

## Palmarès
Carlos Squeo est vice-Champion d'Argentine en 1972 (Metropolitano) avec le Racing Club et en 1978 (Metropolitano) avec Boca Juniors. Il remporte également la Copa Libertadores en 1978 avec Boca.